# Хомська волость
Хомська волость — історична адміністративно-територіальна одиниця Кобринського повіту Гродненської губернії Російської імперії. Волосний центр — містечко Хомськ.
Станом на 1885 рік складалася з 12 поселень, 9 сільських громад. Населення — 4066 осіб (2050 чоловічої статі та 2016 — жіночої), 288 дворових господарств.
|                     | Площа, десятин | У тому числі орної, дес. |
| ------------------- | -------------- | ------------------------ |
| Сільських громад    | 4824           | ?                        |
| Приватної власності | 5630           | 1306                     |
| Казенної власності  | 326            | —                        |
| Іншої власності     | 35             | 20                       |
| Загалом             | 10816          | 3204                     |

Основні поселення волості:
- Хомськ — колишнє власницьке містечко за 30 верст від повітового міста, 1003 особи, 65 дворів, православна церква, 3 синагоги, 15 лавок, 3 трактири, 6 постоялих будинків, ярмарки, базар, 4 водяних млини.